# Liptovská Štiavnica
Liptovská Štiavnica (bis 1927 slowakisch „Štiavnica“ – bis zum 19. Jahrhundert „Veľká Štiavnica“; ungarisch Nagyselmec) ist eine Gemeinde im Okres Ružomberok innerhalb des Žilinský kraj im Norden der Slowakei mit 1439 Einwohnern (Stand 31. Dezember 2024).

## Geographie
Die Gemeinde befindet sich am Westende des Talkessels Liptovská kotlina, dem westlichen Teil der größeren Podtatranská kotlina an der Flur des Baches Selmec. Das Ortszentrum liegt auf einer Höhe von 561 m n.m. und ist sieben Kilometer von Ružomberok entfernt.
Nachbargemeinden sind Štiavnička und Lisková im Norden, Liptovské Sliače im Osten, Partizánska Ľupča im Südosten, Liptovská Lúžna im Süden, Ružomberok im Südwesten und Ludrová im Westen.

## Geschichte
Der Ort wurde zum ersten Mal 1300 als Sceunicha schriftlich erwähnt und gehörte zu örtlichen Edelmännern wie Štiavnický oder Rakovszky.
1784 zählte man 83 Häuser und 704 Einwohner und 1828 79 Häuser und 777 Einwohner.

## Bevölkerung
| Jahr                | 1994 | 2004     | 2014     | 2024     |
| ------------------- | ---- | -------- | -------- | -------- |
| Anzahl der Personen | 795  | 901      | 1122     | 1439     |
| Unterschied         |      | +13,33 % | +24,52 % | +28,25 % |

| Jahr                | 2023 | 2024    |
| ------------------- | ---- | ------- |
| Anzahl der Personen | 1414 | 1439    |
| Unterschied         |      | +1,76 % |

Nach der Volkszählung 2011 wohnten in Liptovská Štiavnica 1049 Einwohner, davon 1035 Slowaken, vier Tschechen, zwei Magyaren, ein Pole und ein Einwohner anderer Ethnie. Sechs Einwohner machten keine Angabe. 806 Einwohner bekannten sich zur römisch-katholischen Kirche, 94 Einwohner zur evangelischen Kirche A. B, acht Einwohner zur griechisch-katholischen Kirche und vier Einwohner zur evangelistischen Kirche; zwei Einwohner waren anderer Konfession. 81 Einwohner waren konfessionslos und bei 54 Einwohnern ist die Konfession nicht ermittelt.
Ergebnisse der Volkszählung 2001 (872 Einwohner):
| Nach Ethnie: - 99,66 % Slowaken - 0,34 % Tschechen | Nach Konfession: - 84,75 % römisch-katholisch - 9,06 % evangelisch - 4,47 % konfessionslos - 1,49 % keine Angabe |

## Sehenswürdigkeiten
- Schloss Liptovská Štiavnica im Spätrenaissance-Stil aus dem 17. Jahrhundert, 1750 barockisiert und 1880 um zwei Türme zu den ursprünglichen zwei ergänzt